# Idlewild (album d'OutKast)
Pour les articles homonymes, voir Idlewild.
Albums de OutKast
Speakerboxxx/The Love Below
(2003)
Singles
1. Mighty O
Sortie : 27 juin 2006
2. Morris Brown
Sortie : 14 août 2006
3. Hollywood Divorce
Sortie : 6 novembre 2006
4. Idlewild Blue (Don'tchu Worry 'Bout Me)
Sortie : 9 novembre 2006
5. The Train
Sortie : 5 décembre 2006

Idlewild est le sixième album studio d'OutKast, sorti le 22 août 2006.
L'album mélange des chansons (Chronomentrophobia, Makes No Sense at All, PJ & Rooster, Greatest Show on Earth, When I Look in Your Eyes et, à partir de la fin du générique, Morris Brown) tirées du film Idlewild Gangsters Club, sorti en août 2006 et des titres qui n'y sont pas liés. Deux extraits de dialogue du film sont également inclus sur l'album comme des interludes. Le reste des chansons interprétées dans le film ont été incluses dans Speakerboxxx/The Love Below.
L'album, qui s'est classé 1er au Top R&B/Hip-Hop Albums et 2e au Billboard 200, a été certifié disque d'or (avec plus de deux millions d'exemplaires vendus) par la RIAA le 26 septembre 2006.

## Liste des titres
| No  | Titre                                   | Musique                                            | Auteur                                                                   | Durée |
| --- | --------------------------------------- | -------------------------------------------------- | ------------------------------------------------------------------------ | ----- |
| 1.  | Intro                                   |                                                    |                                                                          | 2:12  |
| 2.  | Mighty 'O'                              | Outkast                                            | Benjamin, Brown, Calloway, Gaskill, Mills, Murray, Patton, Robbins, Wade | 4:16  |
| 3.  | Peaches                                 | Big Boi, Sleepy Brown & Scar                       | Brown, Crump, Hardnett, Murray, Parkman, /Patton, Smith, Wade            | 3:10  |
| 4.  | Idlewild Blue (Don'tchu Worry 'Bout Me) | Andre 3000                                         | Benjamin                                                                 | 3:24  |
| 5.  | Infatuation                             | Interlude                                          |                                                                          | 0:48  |
| 6.  | N2U                                     | Big Boi, Khujo Goodie                              | Brown, Khatib, Knighton, Manzoli, Murray, Patterson, Patton, Wade        | 3:40  |
| 7.  | Morris Brown                            | Big Boi, Sleepy Brown, Scar et Janelle Monae       | Benjamin, Patton, Smith                                                  | 4:24  |
| 8.  | Chronomentrophobia                      | Andre 3000                                         | Benjamin                                                                 | 2:12  |
| 9.  | The Train                               | Big Boi, Sleepy Brown et Scar                      | Brown, Brown, Brown, Gilliam, Kendrick, Patton, Smith                    | 4:09  |
| 10. | Life Is Like a Musical                  | Andre 3000                                         | Benjamin                                                                 | 2:14  |
| 11. | No Bootleg Dvds                         | Interlude                                          |                                                                          | 0:50  |
| 12. | Hollywood Divorce                       | Outkast, Lil Wayne et Snoop Dogg                   | Benjamin, Broadus, Patton, Carter                                        | 5:23  |
| 13. | Zora                                    | Interlude                                          |                                                                          | 0:16  |
| 14. | Call the Law                            | Big Boi, Janelle Monáe                             | Irvin, Joseph, Patton, Robinson                                          | 4:51  |
| 15. | Bamboo & Cross                          | Interlude                                          |                                                                          | 0:54  |
| 16. | Buggface                                | Big Boi                                            | Patton, Sheats, Smith                                                    | 2:45  |
| 17. | Makes No Sense at All                   | Andre 3000                                         | Benjamin                                                                 | 2:53  |
| 18. | In Your Dreams                          | Big Boi, Sleepy Brown, Killer Mike & Janelle Monáe | Brown, Murray, Patton, Robinson                                          | 3:34  |
| 19. | PJ & Rooster                            | Outkast                                            | Benjamin, Patton                                                         | 4:27  |
| 20. | Mutron Angel                            | Andre 3000, Whild Peach                            | Brown, Brown, Patton                                                     | 4:18  |
| 21. | Greatest Show on Earth                  | Andre 3000, Macy Gray                              | Benjamin                                                                 | 3:06  |
| 22. | You're Beautiful                        | Interlude                                          |                                                                          | 0:29  |
| 23. | When I Look in Your Eyes                | Andre 3000                                         | Benjamin, Kendrick                                                       | 2:43  |
| 24. | Dyin' to Live                           | Andre 3000                                         | Benjamin                                                                 | 2:07  |
| 25. | A Bad Note (Instrumental)               |                                                    | Benjamin, Kendrick                                                       | 8:47  |